# Igor Putin
Igor Aleksandrowicz Putin (ros. Игорь Александрович Путин, ur. 30 marca 1953 w Leningradzie) – radziecko-rosyjski przedsiębiorca, bankowiec i polityk. Były wiceprezes Master Banku, brat stryjeczny prezydenta Rosji, Władimira Putina.
Prezes firmy inwestycyjnej Igor Putin Fund.

## Biografia
Igor Putin urodził się w Leningradzie (dzisiejszy Petersburg) w rodzinie radzieckiego oficera wojskowego Aleksandra Spirydonowicza Putina, młodszego brata Władimira Putina seniora, ojca rosyjskiego prezydenta. Wkrótce rodzina przeniosła się do Kowrowa, a następnie do Riazania, gdzie Aleksander Putin dostał posadę nauczyciela w Riazańskim Instytucie im. Dubinina. Igor Putin ukończył tę szkołę w 1974.

## Kariera
W latach 1974–1998 Igor Putin służył początkowo w Armii Radzieckiej, a następnie w Wojskach Lądowych Federacji Rosyjskiej. W 1998 odszedł z wojska i przeniósł się do Riazania. W latach 1998–2000 pracował w Komitecie Statystycznym obwodu riazańskiego. W latach 2000–2005 pracował jako przewodniczący Riazańskiej Izby Licencyjnej. W 2002 został przewodniczącym Riazańskiego Komitetu Koordynacyjnego partii Jedna Rosja. Ukończył także Wołżańsko-Wiacką Akademię Służby Państwowej (2000) oraz Moskiewski Instytut Ekonomii, Zarządzania i Prawa (2003).
W 2005 Igor Putin przeniósł się do Samary i został prezesem Samara Reservoir Plant (część holdingu VolgaBurMash). W październiku 2006 zmienił przynależność polityczną – przeniósł się z Jednej Rosji do partii Sprawiedliwa Rosja, lecz wkrótce później jego karierę polityczną przerwał kuzyn, który nie chciał rozwijać nepotyzmu w rządzie. W 2007 został dyrektorem Avtovazbanku.
We wrześniu 2010 został wiceprezesem Master Banku. W tym samym miesiącu bank otrzymał lukratywny kontrakt z Rusnano. Trzy miesiące później, w grudniu 2010, Igor Putin przeszedł na emeryturę.
W lutym 2012 zainwestował w rozwój portu w Murmańsku. W tym czasie posiadał 51% akcji firmy Energia, 40% akcji firmy Avangard 500 i 25% udziałów w telewizji Gorizont. Od 2013, jako prezes zarządu międzynarodowego portu morskiego Peczenga, był członkiem rządowej rady morskiej.

## Zarzuty o pranie brudnych pieniędzy
Przejście na emeryturę Igora Putina zbiegło się w czasie z toczącym się wówczas dochodzeniem kryminalnym. Chodziło o rzekomą kradzież ponad 30 milionów rubli rosyjskich wśród pracowników korzystających z technologii informatycznych Masterbanku. W dochodzeniu oskarżono czołowego specjalistę IT banku, Merego Tewaniana, o prowadzenie podejrzanych transakcji o dziennym obrocie przekraczającym 500 milionów rubli rosyjskich. W marcu 2011, pięć dni po zakończeniu dochodzeń, Igor Putin wrócił do zarządu banku i ponownie został dyrektorem, utrzymał również kierownicze stanowisko w Avtovazbanku.
W listopadzie 2013 Centralny Bank Rosji cofnął licencję bankową Master Banku po skandalach związanych z praniem pieniędzy. W czasie tych skandali Igor Putin był dyrektorem zarządu banku, a wcześniej pełnił w nim funkcję wiceprezesa.
W 2014 w raporcie Projektu raportowania przestępczości zorganizowanej i korupcji (OCCRP) ujawniono program prania pieniędzy o wartości 20 mld USD między bankami rosyjskimi a mołdawskim bankiem Moldindconbank, w którym Rosyjski Bank Ziemi przekazał 5 mld USD mołdawskiemu bankowi. Igor Putin był wtedy dyrektorem Banku Ziemi i w późniejszym oświadczeniu dla magazynu „Forbes Russia” stwierdził, że zrezygnował z tego stanowiska, gdy poczuł się niekomfortowo z powodu podejrzanych działań banku. Inne banki związane z Igorem Putinem były zaangażowane w masowy program prania pieniędzy nazwany rosyjską pralnią. System przenosił pieniądze przez banki za pomocą fałszywych pożyczek między spółkami offshore, firmami papierniczymi, przekupionymi mołdawskimi sędziami oraz bankami mołdawskimi i łotewskimi, aby swobodnie transferować pieniądze z Rosji do Europy.
W 2016 bankier Aleksiej Kulikow został aresztowany za nielegalne wyprowadzanie z kraju 10 miliardów dolarów poprzez Promersbank, bank, którego członkiem zarządu w owym czasie był Igor Putin.

## Rodzina
Ma syna Romana Putina, biznesmena, który założył rosyjską firmę Putin Consulting w marcu 2014, a w kolejnym miesiącu wywołał skandal korupcyjny w firmie Koleje Rosyjskie. Ma siostrzenicę, Wierę Putinę, czasami mylnie określaną jako siostrzenica prezydenta Putina.